# Corbicúlids
Els corbucúlids (Corbiculidae) són una família de mol·luscs bivalves. La fecundació és interna; els ous desclouen a l'interior de l'individu que allibera molts joves a les aigües circumdants, i són per tant ovovivípars.
La cloïssa asiàtica (Corbicula fluminea) és una espècie invasora en moltes parts del món.

## Gèneres
- Corbicula Megerle von Mühlfeld, 1811 (centre i sud d'Àfrica i d'Àsia)[2]
- Geloina (sud d'Àsia amb Malàisia)
- Cyrenodonax (sud de la Xina, Vietnam)
- Cyrenobatissa (northern Vietnam)
- Batissa (Malàisia, Indonèsia)
- Corbiculina (est d'Austràlia)
- Solielletia (Etiòpia)
- Polymesoda Rafinesque, 1820 (Golf, costes atlàntiques del nord de Sud-amèrica)
- Neocorbicula Fischer, 1887 (Golf, costes atlàntiques del nord de Sud-amèrica)
- Pseudocyrena (costat Carib de Centreamèrica)
- Egetaria (costes atlàntiques de Sud-amèrica)
- Villorita (est de Sud-amèrica)